# Partido Almirante Brown
Partido Almirante Brown (hiszp. Partido de Almirante Brown) – partido w Argentynie, w prowincji Buenos Aires, w aglomeracji Wielkiego Buenos Aires. Siedzibą administracyjną jest miasto Adrogué. Funkcję Intendenta pełni Daniel Bolettieri. Partido Almirante Brown ma powierzchnię 129,33 km², w 2010 r. zamieszkiwało w nim 555,7 tys. mieszkańców (272 411 mężczyzn i 283 320 kobiet).

Nazwa wywodzi się od urodzonego w Irlandii admirała Williama Browna, dowódcy argentyńskiej floty podczas walk o niepodległość.

## Miejscowości
W partido Almirante Brown znajdują się następujące miejscowości:
- Adrogué
- Burzaco
- Claypole
- Don Orione
- Glew
- José Mármol
- Longchamps
- Malvinas Argentinas
- Ministro Rivadavia
- Rafael Calzada
- San José
- Solano

## Demografia
Zmiana liczby ludności w latach 1881–2010 na podstawie kolejnych spisów ludności.